# Saint-Michel-de-Livet
Saint-Michel-de-Livet är en kommun i departementet Calvados i regionen Normandie i norra Frankrike. Kommunen ligger i kantonen Livarot som ligger i arrondissementet Lisieux. År 2018 hade Saint-Michel-de-Livet 163 invånare.

## Befolkningsutveckling
Antalet invånare i kommunen Saint-Michel-de-Livet
Referens:INSEE